# Royal Cercle sportif verviétois
 (mai 2022).
Ne pas confondre avec le SRU Verviers, un autre club verviétois de football disparu en 2010.
Maillots
Dernière mise à jour : 23 septembre 2022.
Le Royal Cercle Sportif Verviétois était un club belge de football basé à Verviers. Titulaire du matricule 8, le R. CS Verviétois faisait partie des 10 plus vieux cercles de football de Belgique. Le club a disputé 102 saisons dans les séries nationales, en étant au moment de sa disparition le sixième club à avoir disputé le plus de championnats nationaux en Belgique.
Surnommés "les Lainiers", en référence au passé riche en industrie lainière de la région, les joueurs de ce club évoluaient en vert et blanc, tout comme les couleurs de la ville de Verviers. Le club était communément appelé le Panorama (voire le Pano), par référence au nom du stade où le club évoluait, pour se différencier d'un autre club de football également situé à Verviers, la SRU Verviers, dénommée le Skill.
Le club et son matricule sont radiés en 2015 à la suite d'arriérés salariaux non remboursés dans les délais imposés, pour une somme de 38 000€.

## "Club", puis "Cercle"
Durant sa longue Histoire, le club porte le plus souvent les initiales "RCSV" (excepté pendant la période de 2000 à 2001). De 1903 à 2000, le matricule 8 est le "Club sportif verviétois". Depuis 2001, il est le "Cercle sportif Verviers". En 2014, la presse évoque la disparition du cercle et un championnat joué à 17 au lieu de 18. Mais le 13 août 2014, le matricule 8 est bien présent au départ du Championnat de Division 3 série B. 
L'explication de cette confusion renvoie aux règlements de la Fédération belge: "...une dénomination abandonnée par un club ne peut être reprise, ni par le club qui la délaissée, ni aucun autre, avant 10 ans…". Ayant "abandonné" le terme "Club sportif" en 2000, le matricule 8 devait attendre 2010 pour reprendre cette dénomination. Le "Club sportif" devient donc le "Cercle sportif".

## Repères historiques

### Débuts du club (1896-1951)
- 1896 : Fondation du Verviers Football Club le 1er octobre 1896. Une structure du même nom était active dès août 1894 et avait été invitée à la création de l'Union belge, mais n'était pas présente lors de la fondation officielle de la fédération en 1895. Il est probable qu'une période d'inactivité ait précédé la recréation de 1896.
- 1897 : Affiliation du Verviers Football Club à l'Union Belge des Sociétés de Sports Athlétiques (UBSSA, future URBSFA) le 10 août.
- 1899 : Fondation du Stade Wallon, affilié à l'UBSSA le 27 mai.
- 1903 : Fusion du Verviers Football Club et du Stade Wallon pour former le Club Sportif Verviétois le 10 août.
- 1915 : Fondation du Cercle Sportif Disonnais le 21 juin.
- 1916 : Affiliation du Cercle Sportif Disonnais à l'UBSSA le 30 mai.
- Vers 1924 : Le Cercle Sportif Disonnais devient Dison Sport.
- 1925 : Le Club Sportif Verviétois devient Royal Club Sportif Verviétois après l'obtention du titre de Société Royale (18 juillet), officialisé le 24 juillet.
- 1926 : Attribution des numéros de matricules: Royale CS Verviétois reçoit le n°8 ; Dison Sport reçoit le n°63.
- 1951 : Le 23 avril, Dison Sport obtient le titre de Société Royale et devient Royal Dison Sport le 13 juin.

### Fusion et difficultés (2000-2015)
- 2000 : Fusion du Royal Club Sportif Verviétois (matricule 8) et du Royal Dison Sport (matricule 63) pour former la Royale Entente Division Verviers (matricule 8), à partir du 1er juillet. Cette fusion échoue rapidement et le club est mis en liquidation en 2001.
- 2002 : Pour éviter la disparition du club, la Ville de Verviers soutient la création d'une nouvelle ASBL, qui reprend le matricule et change le nom en Royal Cercle Sportif Verviétois le 1er juillet.
- 2008 : En mai, le club est repris par un groupe mené par Giovanni Marchica. Après une courte période marquée par des ambitions élevées, le club rencontre de graves difficultés financières. En janvier 2009, Marchica démissionne avec son équipe dirigeante, invoquant des désaccords avec le consultant sportif Benoît Thans et les autorités communales.
- 2009 :  Le club est à nouveau mis en liquidation, la seconde de son histoire. Les salaires des joueurs n'ont plus été versés depuis près de huit mois. Le passif est estimé à 900 000 euros.
- 2011 : Grâce à des bénévoles, le club survit. Une nouvelle ASBL est créée pour reprendre les dettes à la date butoir du 30 mars.
- 2014 : En janvier, un projet de vente du matricule et de déménagement vers Seraing échoue, notamment en raison de l'opposition du Parti Socialiste local. Sportivement le club termine 2e de sa série en Division 3, mais ne peut participer au tour final faute de licence pour le football rémunéré. Le 1er juillet, le club est placé en liquidation volontaire pour la troisième fois. L'ASBL « Vert et Jeune » reprend la gestion.
- 4 décembre 2014 : L'URBSFA place le club en interdiction d'activités pour une dette de 38 000 euros envers deux anciens joueurs, Marco Ingrao et Frédéric Tuta.

### Radiation et fin du club
- 8 janvier 2015 : Le Tribunal de Première Instance de Liège accorde un sursis au club, dans l'attente d'une décision définitive de la CBAS.
- 15 avril 2015 : La CBAS confirme la condamnation du club à rembourser les 38 000 euros.
- 25 juin 2015 : Le club est officiellement radié par l'URBSFA pour non-paiement.
- 30 juin 2015 : La radiation est confirmée. Le Royal Cercle Sportif Verviétois, l'un des clubs historiques fondateurs du football belge, disparaît définitivement.

## Stades
L'équipe première du matricule 8 évoluait :
- au stade du Panorama (jusqu'en juin 2000)
- à Dison (de l'été 2000 à juin 2002)
- au stade Bielmont (depuis l'été 2002)

## Ancien logo

Précédent logo du R. CS Verviers

## CSJ Verviétoise, puis AS Verviers
Le 1er juillet 2015, l'ASBL "Futurofoot Verviers", gestionnaire de l'école des jeunes du désormais ex-matricule 8, introduit une demande de numéro de matricule auprès de l'URBSFA. Celui-ci, le 9657, est accordé le 17 août 2015 à la dénomination Cercle Sportif Jeunesse Verviétoise.
Au terme de la saison 2016-2017, le CSJ Verviétoise remporte sa série de P4 et monte en P3 (8e niveau). L'année suivante, le cercle atteint la P2, mais en est relégué au terme de la saison 2018-2019. Face à la situation de la plupart des clubs de football de l'entité, l'Échevin des Sports Monsieur Malik Ben Achour avance une proposition de regroupement/fusion des sept clubs concernés : R. Excelsior FC Lambermontois (299), R. Entente Rechaintoise (3905), R. FC Heusy-Rouheid (4312), FC Entente Stembertoise, (8244), Étoile Verviétoise (9603), CSJ Verviétoise (9657) et SRU Verviers (9699) . Le mandataire communal n'est pas suivi. Cependant, deux clubs, l'Étoile et le CSJ, optent pour unir leurs destinées. À partir du 1er juillet 2019, sous le matricule 9657, ils forment l'Alliance Sportive Verviétoise.
Le 1er juillet 2020, une nouvelle fusion intervient entre l'AS Verviétoise et le Royal Star Fléron FCX (porteur du n° de matricule 33) afin de recréer un « RCSV ». Le matricule 33 prend ainsi le nom de Racing Club Star Verviers .

## Résultats dans les divisions nationales
Statistiques clôturées, club disparu

### Palmarès
- 2 fois champion de Division 2 en 1925 et 1956.
- 1 fois champion de Division 3 en 1948.
- 3 fois champion de Promotion en 1993, 2002 et 2005.

### Bilan
| Niv | Divisions     | Jouées | Titres | TM Up | TM Down |
| --- | ------------- | ------ | ------ | ----- | ------- |
| I   | 1re nationale | 20     | 0      |       |         |
| II  | 2e nationale  | 32     | 2      |       |         |
| III | 3e nationale  | 30     | 1      |       |         |
| IV  | 4e nationale  | 20     | 3      |       |         |
| V   | 5e nationale  | 0      | 0      |       |         |
|     |               |        |        |       |         |
|     | TOTAUX        | 102    | 6      | 0     | 0       |

- TM Up : test-match pour départager des égalités, ou toutes formes de Barrages ou de Tour final pour une montée éventuelle.
- TM Down : test-match pour départager des égalités, ou toutes formes de Barrages ou de Tour final pour le maintien.

### Classements saison par saison
| Ordre                                                                 | Saison  | Nom du club               | Niveau                      | Classement final          | Remarques                 |
| --------------------------------------------------------------------- | ------- | ------------------------- | --------------------------- | ------------------------- | ------------------------- |
| 1                                                                     | 1900-01 | CS Verviétois             | Division d'Honneur          | 7e/9                      |                           |
| 2                                                                     | 1901-02 | CS Verviétois             | Division d'Honneur Groupe B | 5e/5                      |                           |
| 3                                                                     | 1902-03 | CS Verviétois             | Division d'Honneur Groupe B | 5e/5                      |                           |
| 4                                                                     | 1903-04 | CS Verviétois             | Division d'Honneur Groupe B | 5e/5                      |                           |
| 5                                                                     | 1904-05 | CS Verviétois             | Division d'Honneur          | 7e/11                     |                           |
| 6                                                                     | 1905-06 | CS Verviétois             | Division d'Honneur          | 4e/10                     |                           |
| 7                                                                     | 1906-07 | CS Verviétois             | Division d'Honneur          | 10e/10                    | Relégué                   |
| séries régionales                                                     |         |                           |                             |                           |                           |
| 8                                                                     | 1909-10 | CS Verviétois             | Promotion (D2)              | 3e/11                     |                           |
| 9                                                                     | 1910-11 | CS Verviétois             | Promotion (D2)              | 3e/12                     |                           |
| 10                                                                    | 1911-12 | CS Verviétois             | Promotion (D2)              | 2e/12                     | Promu                     |
| 11                                                                    | 1912-13 | CS Verviétois             | Division d'Honneur          | 6e/12                     |                           |
| 12                                                                    | 1913-14 | CS Verviétois             | Division d'Honneur          | 6e/12                     |                           |
|                                                                       | 1914-19 | Compétitions interrompues | Compétitions interrompues   | Compétitions interrompues | Compétitions interrompues |
| 13                                                                    | 1919-20 | CS Verviétois             | Division d'Honneur          | 9e/12                     |                           |
| 14                                                                    | 1920-21 | CS Verviétois             | Division d'Honneur          | 11e/12                    |                           |
| 15                                                                    | 1921-22 | CS Verviétois             | Division d'Honneur          | 10e/14                    |                           |
| 16                                                                    | 1922-23 | CS Verviétois             | Division d'Honneur          | 12e/14                    |                           |
| 17                                                                    | 1923-24 | CS Verviétois             | Division d'Honneur          | 13e/14                    | Relégué                   |
| 18                                                                    | 1924-25 | CS Verviétois             | Promotion (D2) série B      | 1er/14                    | Champion et promu         |
| 19                                                                    | 1925-26 | R. CS Verviétois          | Division d'Honneur          | 13e/14                    | Relégué                   |
| 20                                                                    | 1926-27 | R. CS Verviétois          | Division 1 (D2)             | 7e/14                     |                           |
| 21                                                                    | 1927-28 | R. CS Verviétois          | Division 1 (D2)             | 11e/14                    |                           |
| 22                                                                    | 1928-29 | R. CS Verviétois          | Division 1 (D2)             | 10e/14                    |                           |
| 23                                                                    | 1929-30 | R. CS Verviétois          | Division 1 (D2)             | 14e/14                    | Relégué                   |
| 24                                                                    | 1930-31 | R. CS Verviétois          | Promotion (D3) série C      | 3e/14                     | Promu                     |
| 25                                                                    | 1931-32 | R. CS Verviétois          | Division 1 (D2) série B     | 3e/14                     |                           |
| 26                                                                    | 1932-33 | R. CS Verviétois          | Division 1 (D2) série B     | 11e/14                    |                           |
| 27                                                                    | 1933-34 | R. CS Verviétois          | Division 1 (D2) série A     | 10e/14                    |                           |
| 28                                                                    | 1934-35 | R. CS Verviétois          | Division 1 (D2) série A     | 12e/14                    |                           |
| 29                                                                    | 1935-36 | R. CS Verviétois          | Division 1 (D2) série B     | 14e/14                    | Relégué                   |
| 30                                                                    | 1936-37 | R. CS Verviétois          | Promotion (D3) série B      | 5e/14                     |                           |
| 31                                                                    | 1937-38 | R. CS Verviétois          | Promotion (D3) série B      | 3e/14                     |                           |
| 32                                                                    | 1938-39 | R. CS Verviétois          | Promotion (D3) série A      | 5e/14                     |                           |
|                                                                       | 1939-41 | Compétitions interrompues | Compétitions interrompues   | Compétitions interrompues | Compétitions interrompues |
| 33                                                                    | 1941-42 | R. CS Verviétois          | Promotion (D3) série D      | 4e/14                     |                           |
| 34                                                                    | 1942-43 | R. CS Verviétois          | Promotion (D3) série A      | 3e/16                     |                           |
| 35                                                                    | 1943-44 | R. CS Verviétois          | Promotion (D3) série D      | 4e/16                     |                           |
|                                                                       | 1944-45 | Compétitions interrompues | Compétitions interrompues   | Compétitions interrompues | Compétitions interrompues |
| 36                                                                    | 1945-46 | R. CS Verviétois          | Promotion (D3) série D      | 3e/18                     |                           |
| 37                                                                    | 1946-47 | R. CS Verviétois          | Promotion (D3) série C      | 7e/17                     |                           |
| 38                                                                    | 1947-48 | R. CS Verviétois          | Promotion (D3) série B      | 1er/16                    | Champion et promu         |
| 39                                                                    | 1948-49 | R. CS Verviétois          | Division 1 (D2) série A     | 10e/16                    |                           |
| 40                                                                    | 1949-50 | R. CS Verviétois          | Division 1 (D2) série B     | 5e/16                     |                           |
| 41                                                                    | 1950-51 | R. CS Verviétois          | Division 1 (D2) série A     | 13e/16                    |                           |
| 42                                                                    | 1951-52 | R. CS Verviétois          | Division 1 (D2) série B     | 7e/16                     |                           |
| 43                                                                    | 1952-53 | R. CS Verviétois          | Division 2                  | 13e/16                    |                           |
| 44                                                                    | 1953-54 | R. CS Verviétois          | Division 2                  | 14e/16                    |                           |
| 45                                                                    | 1954-55 | R. CS Verviétois          | Division 2                  | 11e/16                    |                           |
| 46                                                                    | 1955-56 | R. CS Verviétois          | Division 2                  | 1er/16                    | Champion et promu         |
| 47                                                                    | 1956-57 | R. CS Verviétois          | Division 1                  | 8e/16                     |                           |
| 48                                                                    | 1957-58 | R. CS Verviétois          | Division 1                  | 7e/16                     |                           |
| 49                                                                    | 1958-59 | R. CS Verviétois          | Division 1                  | 13e/16                    |                           |
| 50                                                                    | 1959-60 | R. CS Verviétois          | Division 1                  | 14e/16                    |                           |
| 51                                                                    | 1960-61 | R. CS Verviétois          | Division 1                  | 15e/16                    | Relégué                   |
| 52                                                                    | 1961-62 | R. CS Verviétois          | Division 2                  | 11e/16                    |                           |
| 53                                                                    | 1962-63 | R. CS Verviétois          | Division 2                  | 8e/16                     |                           |
| 54                                                                    | 1963-64 | R. CS Verviétois          | Division 2                  | 10e/16                    |                           |
| 55                                                                    | 1964-65 | R. CS Verviétois          | Division 2                  | 13e/16                    |                           |
| 56                                                                    | 1965-66 | R. CS Verviétois          | Division 2                  | 15e/16                    |                           |
| 57                                                                    | 1966-67 | R. CS Verviétois          | Division 2                  | 9e/16                     |                           |
| 58                                                                    | 1967-68 | R. CS verviétois          | Division 2                  | 8e/16                     |                           |
| 59                                                                    | 1968-69 | R. CS verviétois          | Division 2                  | 14e/16                    |                           |
| 60                                                                    | 1969-70 | R. CS verviétois          | Division 2                  | 14e/16                    |                           |
| 61                                                                    | 1970-71 | R. CS Verviétois          | Division 2                  | 13e/16                    |                           |
| 62                                                                    | 1971-72 | R. CS Verviétois          | Division 2                  | 16e/16                    | Relégué                   |
| 63                                                                    | 1972-73 | R. CS Verviétois          | Division 3 série A          | 13e/16                    |                           |
| 64                                                                    | 1973-74 | R. CS Verviétois          | Division 3 série A          | 16e/16                    | Relégué                   |
| 65                                                                    | 1974-75 | R. CS Verviétois          | Promotion série B           | 7e/16                     |                           |
| 66                                                                    | 1975-76 | R. CS Verviétois          | Promotion série C           | 7e/16                     |                           |
| 67                                                                    | 1976-77 | R. CS Verviétois          | Promotion série C           | 15e/16                    | Relégué                   |
| séries provinciales                                                   |         |                           |                             |                           |                           |
| 68                                                                    | 1979-80 | R. CS Verviétois          | Promotion série D           | 3e/16                     |                           |
| 69                                                                    | 1980-81 | R. CS Verviétois          | Promotion série D           | 12e/16                    |                           |
| 70                                                                    | 1981-82 | R. CS Verviétois          | Promotion série D           | 12e/16                    |                           |
| 71                                                                    | 1982-83 | R. CS Verviétois          | Promotion série C           | 9e/16                     |                           |
| 72                                                                    | 1983-84 | R. CS Verviétois          | Promotion série C           | 14e/16                    | Relégué                   |
| séries provinciales                                                   |         |                           |                             |                           |                           |
| 73                                                                    | 1985-86 | R. CS Verviétois          | Promotion série D           | 9e/16                     |                           |
| 74                                                                    | 1986-87 | R. CS Verviétois          | Promotion série D           | 3e/16                     |                           |
| 75                                                                    | 1987-88 | R. CS Verviétois          | Promotion série D           | 5e/16                     |                           |
| 76                                                                    | 1988-89 | R. CS Verviétois          | Promotion série C           | 7e/16                     |                           |
| 77                                                                    | 1989-90 | R. CS Verviétois          | Promotion série C           | 7e/16                     |                           |
| 78                                                                    | 1990-91 | R. CS Verviétois          | Promotion série D           | 4e/16                     |                           |
| 79                                                                    | 1991-92 | R. CS Verviétois          | Promotion série D           | 10e/16                    |                           |
| 80                                                                    | 1992-93 | R. CS Verviétois          | Promotion série D           | 1er/16                    | Champion et promu         |
| 81                                                                    | 1993-94 | R. CS Verviétois          | Division 3 série A          | 6e/16                     |                           |
| 82                                                                    | 1994-95 | R. CS Verviétois          | Division 3 série B          | 9e/16                     |                           |
| 83                                                                    | 1995-96 | R. CS Verviétois          | Division 3 série B          | 6e/16                     |                           |
| 84                                                                    | 1996-97 | R. CS Verviétois          | Division 3 série B          | 2e/16                     |                           |
| 85                                                                    | 1997-98 | R. CS Verviétois          | Division 3 série B          | 9e/16                     |                           |
| 86                                                                    | 1998-99 | R. CS Verviétois          | Division 3 série B          | 11e/16                    |                           |
| 87                                                                    | 1999-00 | R. CS Verviétois          | Division 3 série B          | 15e/16                    | Relégué                   |
| 88                                                                    | 2000-01 | R. Entente Dison-Verviers | Promotion série D           | 2e/16                     |                           |
| 89                                                                    | 2001-02 | R. Entente Dison-Verviers | Promotion série D           | 1er/16                    | Champion et promu         |
| 90                                                                    | 2002-03 | R. CS Verviers            | Division 3 série B          | 15e/16                    | Relégué                   |
| 91                                                                    | 2003-04 | R. CS Verviers            | Promotion série D           | 10e/16                    |                           |
| 92                                                                    | 2004-05 | R. CS Verviers            | Promotion série D           | 1er/16                    | Champion et promu         |
| 93                                                                    | 2005-06 | R. CS Verviers            | Division 3 série B          | 11e/16                    |                           |
| 94                                                                    | 2006-07 | R. CS Verviers            | Division 3 série B          | 10e/16                    |                           |
| 95                                                                    | 2007-08 | R. CS Verviers            | Division 3 série B          | 13e/16                    |                           |
| 96                                                                    | 2008-09 | R. CS Verviers            | Division 3 série B          | 10e/16                    |                           |
| 97                                                                    | 2009-10 | R. CS Verviers            | Division 3 série B          | 7e/18                     |                           |
| 98                                                                    | 2010-11 | R. CS Verviers            | Division 3 série B          | 14e/18                    |                           |
| 99                                                                    | 2011-12 | R. CS Verviers            | Division 3 série B          | 17e/18                    | [ saisons 1 ]             |
| 100                                                                   | 2012-13 | R. CS Verviers            | Division 3 série B          | 16e/19                    | [ saisons 2 ]             |
| 101                                                                   | 2013-14 | R. CS Verviers            | Division 3 série B          | 2e/18                     | [ saisons 3 ]             |
| 102                                                                   | 2014-15 | R. CS Verviers            | Division 3 série B          | 17e/18                    | Relégué !                 |
| 25 juin 2015 Le matricule 8 est radié pour arriérés salariaux impayés |         |                           |                             |                           |                           |